# Argyraspides
Lực lượng Argyraspides (trong tiếng Hy Lạp: Ἀργυράσπιδες "Những chiếc khiên bạc"), là một bộ phận thuộc quân đội Macedonia của Alexander Đại đế, họ đã được gọi như vậy vì họ mang những tấm khiên mạ bạc. Họ là những người đàn ông được lựa chọn, được chỉ huy bởi Nicanor, con trai của Parmenion, và rất được coi trọng bởi Alexander. Họ đã là những hypaspists, nhưng đã được thay đổi tên của họ thành Argyraspides ở Ấn Độ khi theo Alexandros (Arr. Anab. 7.11.3). Sau cái chết của Alexandros (323 TCN) họ nằm dưới quyền của Eumenes. Họ là các cựu chiến binh, và mặc dù hầu hết trong số họ đều đã trên sáu mươi, họ rất đáng sợ và được kính trọng vì kỹ năng chiến đấu và kinh nghiệm của họ.
Trong trận Gabiene họ chuyển sang phe Antigonus sau khi ông ta cố gắng để chiếm hữu hành trang của họ (bao gồm gia đình của họ và kết quả của bốn mươi năm chinh chiến). Họ được trả lại tài sản của mình, nhưng đổi lại là giao vị tướng Eumenes cho ông ta (316 TCN).
Antigonus, tuy nhiên, ngay sau đó đã phá vỡ đội quân này vì nhận thấy nó quá ngỗ nghịch để quản lý. Ông đã gửi họ cho Sibyrtius, phó vương Macedonia của Arachosia, với thứ tự gửi họ bằng các nhóm nhỏ tham gia vào hai hoặc ba nhiệm vụ nguy hiểm,. Như Vậy sẽ khiến số lượng của họ sẽ nhanh chóng suy yếu.
Các vị vua Seleukos của Syria cũng xây dựng một quân đoàn bộ binh phalanx cùng tên. Trong trận Raphia trong năm 217 TCN, lực lượng Argyraspides chống lại đội hình phalanx của triều đại Ptolemaios. Polybius mô tả họ như được trang bị theo phong cách Macedonia (5.79.4 Polyb., 82,2). vị trí của họ là bên cạnh nhà vua trong trận Magnesia cho thấy rằng họ là đơn vị bộ binh bảo vệ hàng đầu trong quân đội Seleucid. Họ là những nam giới được lựa chọn trong toàn quốc (Polyb. 5.79.4) và được tập hợp thành một quân đoàn gồm 10.000 người ở Raphia. Tại cuộc diễu hành Daphne được tổ chức bởi Antiochus IV Epiphanes năm 166 trước Công nguyên lực lượng Argyraspides gồm 5.000 người. Tuy nhiên, đội quân này được mô tả bởi Polybius được vũ trang và mặc quần áo theo phong cách La Mã và số lượng 5.000. Hoàng đế La Mã Alexander Severus, theo một cách khác, trong đó ông bắt chước Alexander Đại đế, đã có trong quân đội của ông những người lính được gọi là argyroaspides và chrysaspides. Livy đề cập đến một quân đoàn kỵ binh được gọi là Những chiếc khiên bạc là một đội quân hoàng gia trong quân đội của Antiochus III Đại đế ở Magnesia.